# Taphonia testacealis
Taphonia testacealis är en fjärilsart som beskrevs av Dyar 1918. Taphonia testacealis ingår i släktet Taphonia och familjen nattflyn. Inga underarter finns listade i Catalogue of Life.